# السقیلبیه
السقیلبیة (به عربی: السقیلبیة) یک منطقهٔ مسکونی در سوریه است که در استان حما واقع شده‌است.

## خصوصیات
السقیلبیة ۱۷٬۳۱۳ نفر جمعیت دارد و ۲۲۰ متر بالاتر از سطح دریا واقع شده‌است.